# Autoroute A86

Autoroute A86.

A Autoroute A 86 (Super-périphérique parisien) é uma auto-estrada francesa que, desde a abertura do segundo trecho do Duplex A86 em 9 de janeiro de 2011, forma um anel em torno de Paris, a uma distância que varia entre 2 e 7 km a partir do Boulevard périphérique parisiense.
Este é o segundo de quatro anéis viários de Paris, com o Boulevard périphérique, a Francilienne e o Grand contournement de Paris.
Sua função essencial é a de ligar as prefeituras e sub-prefeituras da Petite Couronne parisiense: Antony, Créteil, Nogent-sur-Marne, Bobigny, Saint-Denis, Nanterre e Versalhes.
Em 2009, alguns trechos têm registado um tráfego médio diário anual de veículos superior a 275 000.

## O projeto
O PADOG (Plano para o desenvolvimento e organização geral da aglomeraçao parisiense), em vigor de 1960 a 1965, previa a conclusão da auto-estrada A86, mas o trabalho foi adiado por conta da relutância dos moradores locais, que queriam preservar seu modo de vida e evitar aborrecimentos.
As primeiras terras foram compradas em 1963. O trabalho começou finalmente em 1968 de acordo com os planos decididos no Schéma directeur d'aménagement et d'urbanisme de 1965. O traçado, com um comprimento de 78 km, seguia em geral ao da estrada nacional 186 em torno de Paris, no coração de um tecido muito urbanizada.
Posteriormente, a crise do petróleo, diminuiu o trabalho por mais de quarenta anos. A decisão da concessão da última seção entre Rueil-Malmaison e Versalhes, permitiria de chegar ao final da sua construção.
- Em 1994, a 50 quilômetros estavam em serviço entre Nanterre e La Courneuve, entre Bondy e Thiais e entre Antony e Versalhes. Os trechos em construção estavam então localizadas no Vale do Marne (por exemplo o túnel de Thiais), nos Altos do Sena entre Nanterre e Rueil-Malmaison e em Seine-Saint-Denis a Bobigny.
- Em 2000, a 64 km estavam em serviço, formando um itinerário contínua de Rueil-Malmaison a Versalhes a partir do leste.
- Em 2009, 69 quilômetros estavam em serviço com a abertura do trecho de Rueil-Malmaison - A13.
- Em 2011, 79 km estavam em serviço com a inauguração em 8 de janeiro[5] do segundo trecho do Duplex A86 entre a A13 e a Pont-Colbert (Jouy-en-Josas), aberto ao público desde 9 de janeiro[6][7].

## Tráfego

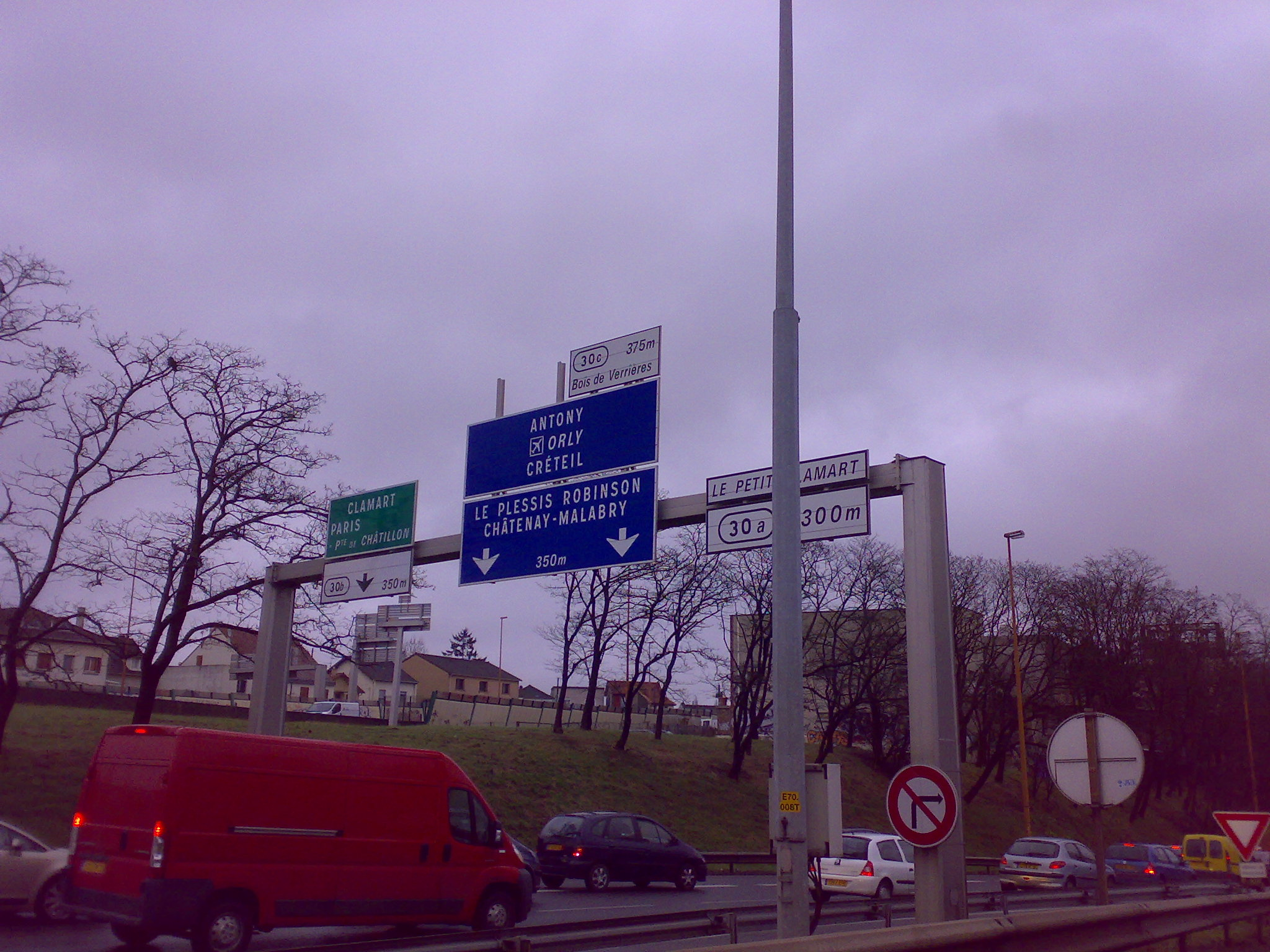
A autoroute A86 em Vélizy-Villacoublay

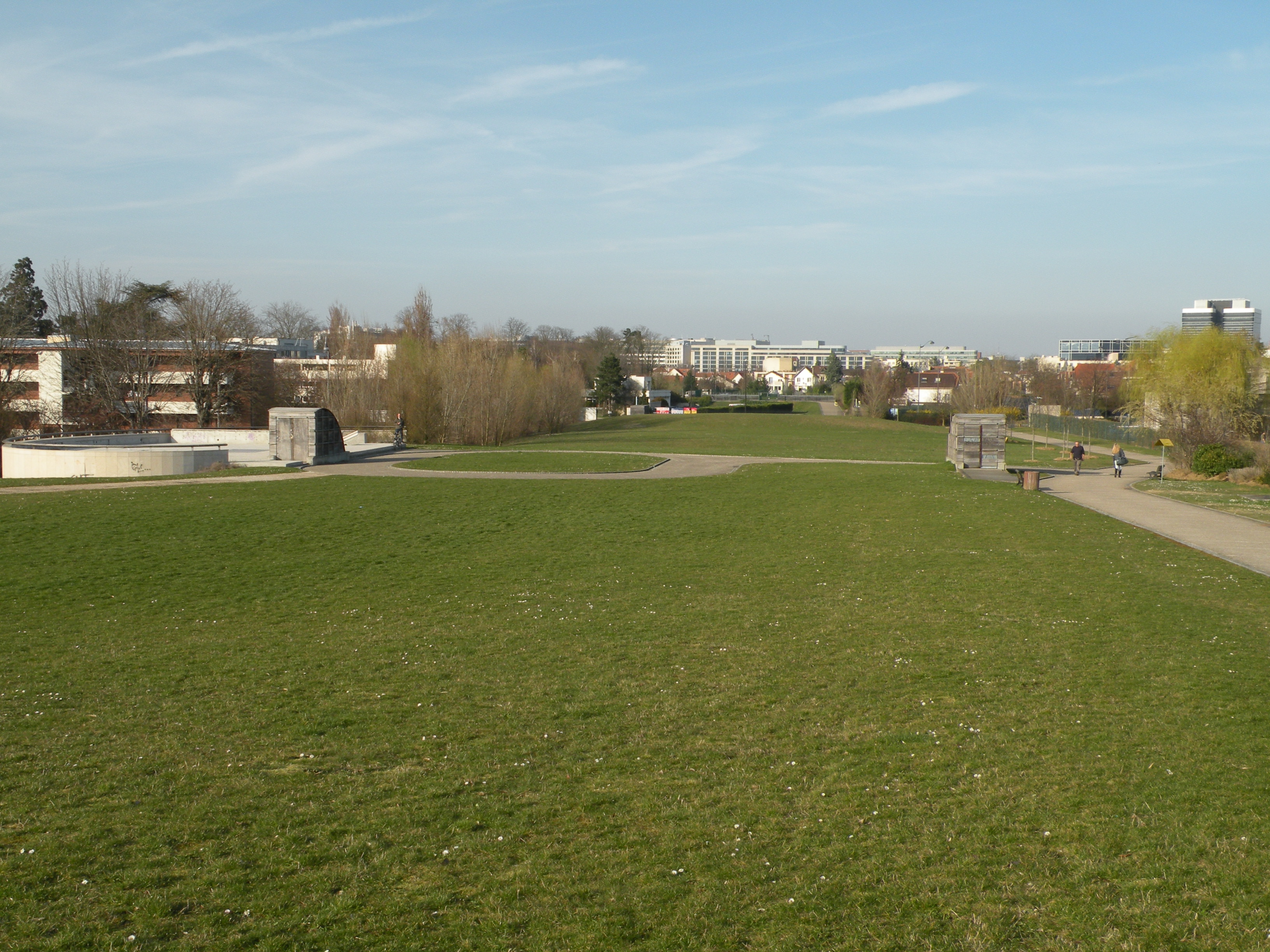
Parte coberta da auto-estrada em Rueil-Malmaison

A auto-estrada A86 é muito usada pelos moradores da Ilha de França no horário de pico na semana que trabalhou, especialmente na parte da manhã e no final da tarde, na saída dos escritórios. Ele permite de se mover de subúrbio a subúrbio e de contornar Paris evitando o Boulevard périphérique. Isso tem permitido substituir nessa função a RN 186, este última tendo sido desaparecida quando o traçado da A86 foi confundido com o seu ser conservado um caráter de eixo urbano.
Várias partes da A86 são cobertas ou em um túnel:
- Antony (cobertura em andamento): a construção do túnel destruiu uma seção de um aqueduto subterrâneo, realizado por Maria de Médici em 1610. Uma placa na parede sul informa os motoristas mas esta, colocado alta o suficiente, é praticamente invisível, apenas os passageiros dos ônibus interurbanos podem efetivamente a ler durante a lentidão devido aos congestionamentos;
- Bobigny;
- Nogent-sur-Marne: túnel sob o Marne;
- Duplex A86: Pont-Colbert (Jouy-en-Josas) ↔ A 13 ↔ Rueil-Malmaison:
  - A seção Rueil-Malmaison ↔ A 13 (Versalhes-Le Chesnay) foi aberta na direção Rueil-Malmaison-13 em 26 de junho de 2009; na outra direção, é aberto a partir de 1 de julho de 2009. O túnel é aberto 24h/24h desde setembro de 2009.
  - A última seção a concluir a A 86 (A13 ↔ Pont Colbert) foi inaugurada em 9 de janeiro de 2011.

A A86 possui um trecho comum com a A 4 no nível de Nogent-sur-Marne e de Joinville-le-Pont, em ambas as direções. Esta seção tem apenas 4 faixas de cada lado, o que cria um gargalo (antes do trecho comum, a A 4 tem três faixas e A86 duas, se tem assim uma redução de cinco para quatro faixas) e como resultado grandes congestionamentos que se repercutem sobre uma dezena de quilômetros, em média nas duas rodovias, inclusive fora do horário de pico (férias).

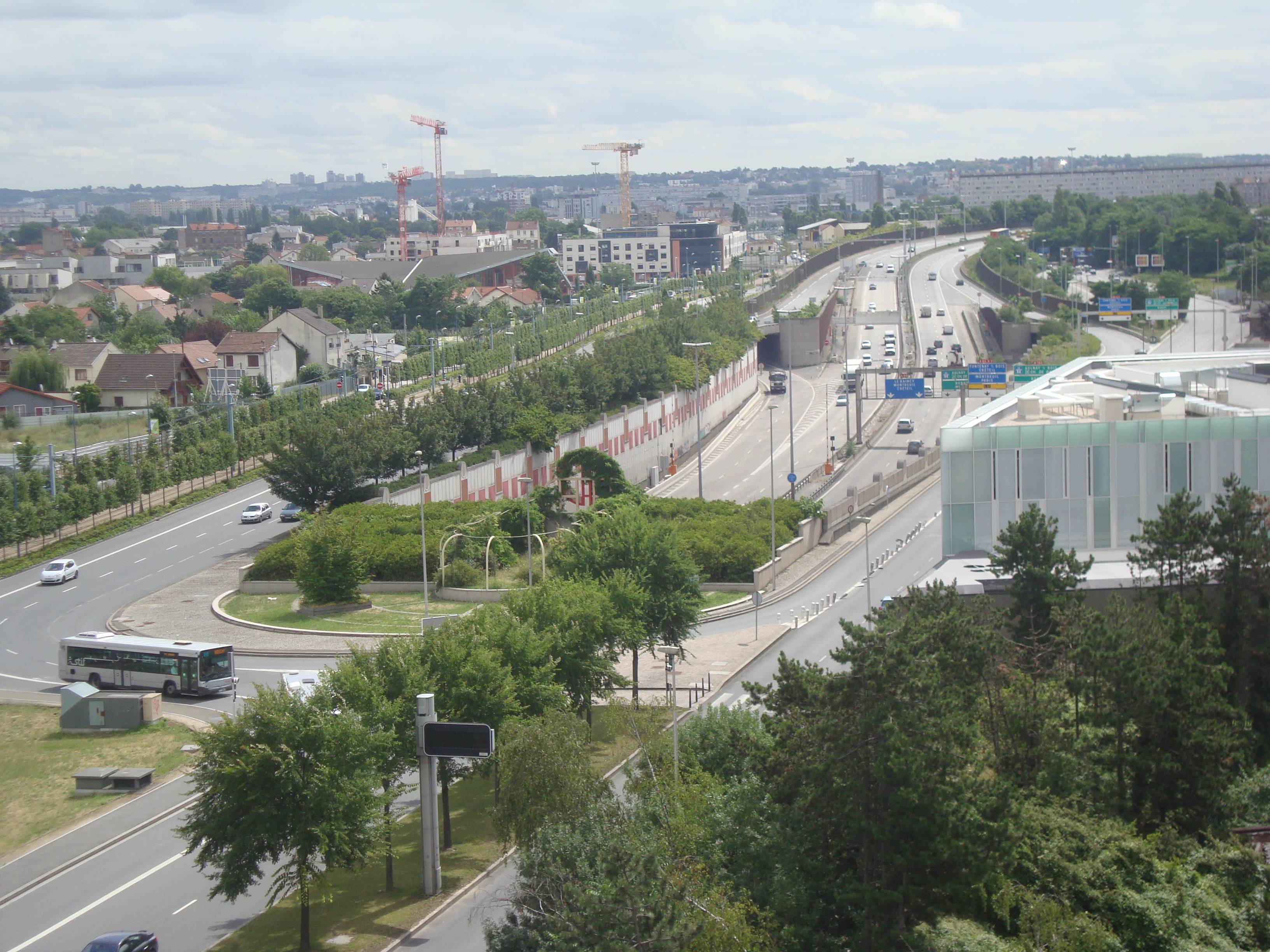
No centro, a A 86 sai de Bobigny da sua seção subterrânea

Em 2005, a fim de descongestionar o trânsito, obras foram realizadas para abrir duas novas faixas, uma em cada direção. As obras foi concluídas em julho de 2005 e as faixas adicionais foram inauguradas em setembro de 2005. Essas vias não são abertas apenas durante o horário de pico, permitindo um gerenciamento dinâmico da operação: quando a circulação diminui, o acostamento de emergência é retirado e se torna uma via de tráfego (ela não é indispensável por causa da velocidade reduzida); isto é feito por:
- painéis de informação dinâmica, que indica se a via está aberta ou fechada;
- um barreira móvel de 69 m que é colocada na diagonal da via quando ela é fechada, e se dobra ao longo da barreira de segurança quando ela é aberta; ela é completada por barreiras de dissuasão de 25 m ao longo da estrada, que impede de tomar esta via contínua quando ela é fechada mas permite a parada de emergência.

Em novembro de 2006, uma consulta foi realizada para desenvolver o trecho comum nas auto-estradas A 4 e A86. Ela é o objeto de um debate público conduzido com a assistência da Comissão nacional de debate público.
O Duplex é um túnel de pedágio, sob concessão COFIROUTE, ligando Rueil-Malmaison e Pont-Colbert (Jouy-en-Josas) em dois níveis de circulação sobrepostos e unidirecionais, que finalmente permitiram de totalmente fechar a A86 ao oeste de Paris.
Em 26 de junho de 2009, a seção Rueil-Malmaison ↔ A13 (Versalhes-Le Chesnay) é aberta na direção Rueil-Malmaison-A13; em outro sentido, ela foi aberta a partir do 1 de julho de 2009. A segunda seção entre a A13 e Pont-Colbert (Jouy-en-Josas) foi escavado entre junho de 2005 e 24 de agosto de 2007 e inaugurado em 9 de janeiro de 2011. São autorizados apenas veículos leves de 4 rodas onde o padrão de altura é limitado a 2 metros, não funcionando nem a gás liquefeito de petróleo (GPL) e nem a gás natural veicular (GNV); motocicletas e caminhões também são proibidos. Em setembro de 2009, o prefeito de Altos do Sena, coordenador da operação, participou de uma mesa redonda a fim de estudar com a Fédération française des motards en colère (FFMC) as condições de uma possível abertura do túnel para duas rodas a motor. No entanto, em junho de 2012, o túnel ainda foi proibido.
Os veículos pesados estão na obrigação de executar uma solução mais importantes em usar (do sul ao norte), a RN 12 (ex-RN 286) entre Pont Colbert e o trevo de Bois-d'Arcy no nível de Saint-Quentin-en-Yvelines, a A12 até o Triângulo de Rocquencourt, a RN 186 até Le Port-Marly e a RN 13 até Rueil-Malmaison (ex-RN13 - RD913). Um terceiro túnel é depois de muito tempo em estudo entre a A12 (na altura de Bailly) e de Rueil-Malmaison, onde poderão circular os veículos pesados. No entanto, o custo desta obra faz com que a sua construção esteja longe de estar na ordem do dia.

## Obras de arte

### Viaduto ou Ponte
- Viaduto de Choisy-le-Roi

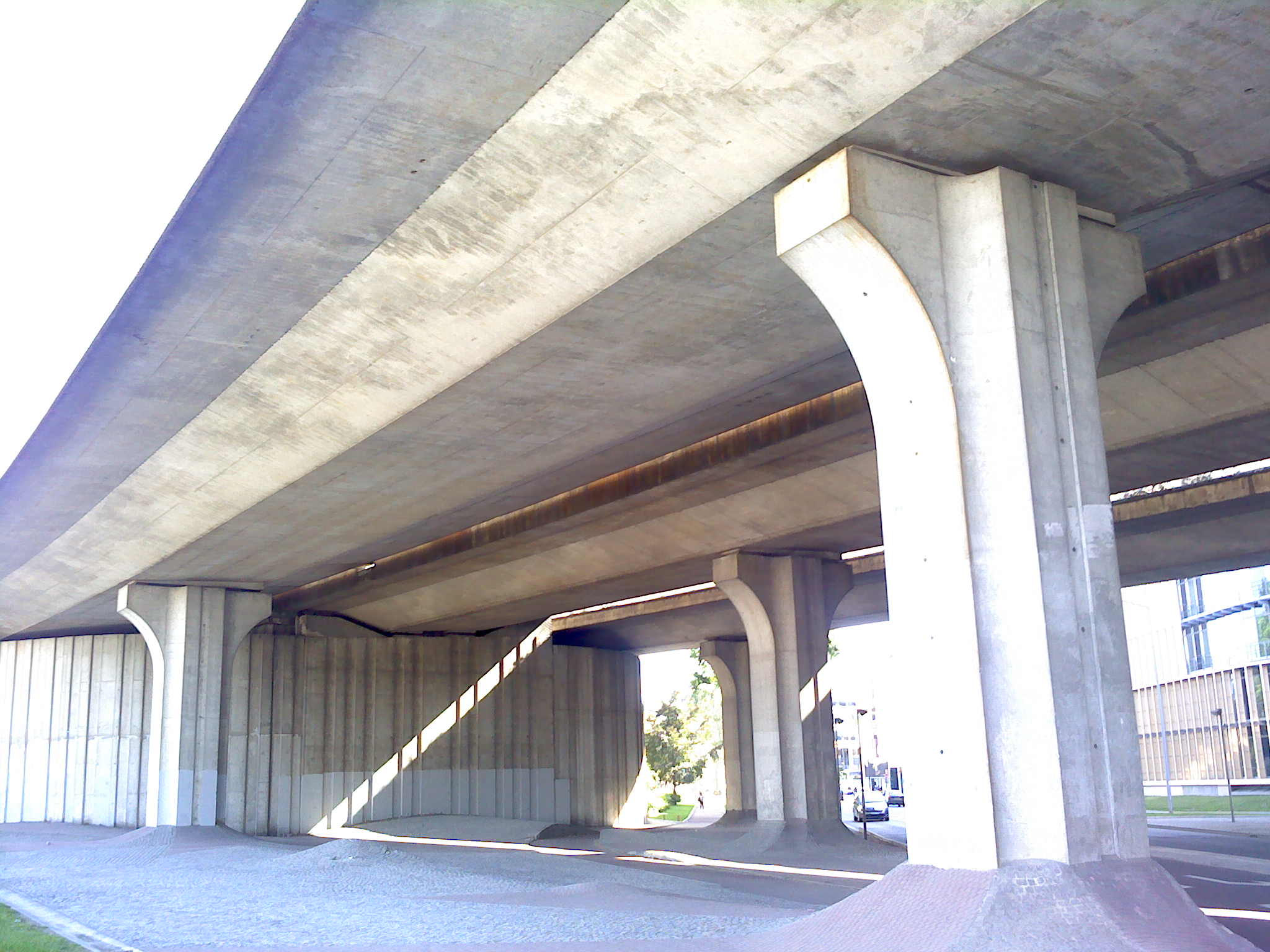
Pont du boulevard de la Libération em Saint-Denis

- Pont du boulevard de la Libération em Saint-Denis

### Túneis
Um túnel é uma obra de mais de 300 m respondendo a algumas características (Art. L.118-1 et R.118-1-1. do Código de trânsito rodoviário).
Há muitos túneis no percurso da A86, muitos dos quais estão em processo de modernização:
- túneis de Fresnes (Vale do Marne) e Antony (Altos do Sena);
- túneis Guy-Môquet e Moulin[11] em Thiais (Vale do Marne);
- túnel de Nogent-sur-Marne (Vale do Marne);
- túnel de Drancy - Bobigny (Seine-Saint-Denis);
- túnel de Lumen em Drancy (Seine-Saint-Denis);
- túnel Norton-Avenir em Drancy (Seine-Saint-Denis);
- túnel de La Courneuve (Seine-Saint-Denis);
- complexo em Nanterre do trevo A86-A14 (Altos do Sena);
- túnel de Belle-Rive em Rueil-Malmaison (Altos do Sena);
- túnel de pedágio Duplex de Rueil-Malmaison (Altos do Sena) a Versalhes - Jouy-en-Josas (Pont Colbert) (Yvelines).

## Comparação com outros anéis viários
A auto-estrada A86 é comparável em comprimento com o anel rodoviário de Londres composta pela North Circular  e South Circular Road.

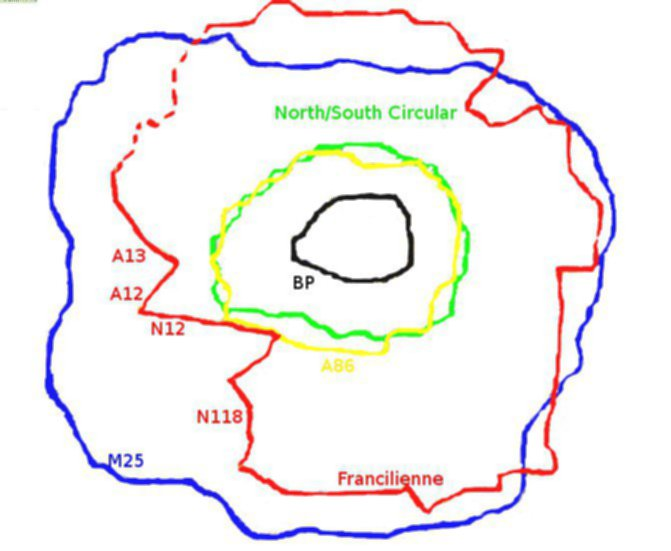
Os anéis viários parisienses (Francilienne em vermelho, a A86 em amarelo e o Périphérique em preto) comparados com o anéis viários londrinos (M25 em azul e North/South Circular Road em verde)